# Бернхард II (Анхалт-Бернбург)
Бернхард II (на немски: Bernhard II, Fürst von Anhalt-Bernburg, * ок. 1260, † сл. 26 декември 1323) от род Аскани е княз на Анхалт-Бернбург.
Той е третият син на княз Бернхард I от Анхалт-Бернбург (1218–1287) и принцеса Софи (1240–1284), дъщеря на Абел (1250–1252), крал на Дания (1250–1252). По-големите му братя са Йохан I († 5 юни 1291), княз на Анхалт-Бернбург, и Албрехт († 14 септември 1324), епископ на Халберщат (1304–1324).
След смъртта на баща му през 1287 г. той управлява княжеството Анхалт-Бернбург заедно с по-големия му брат Йохан I, който умира след три години (1291). Бернхард става единствен владетел на Бернбург. През 1300 г. той взема титлата „граф на Бернбург“ и след една година княжеската му титла е призната.
След измирането на по-старата линия на Анхалт-Ашерслебен (1316), той наследява тяхната княжеска титла.
На 27 септември 1320 г. във Франкфурт на Майн Бернхард става пфалцграф на Саксония и граф на графство Брехна. Той умира след три години.

## Семейство
Бернхард II се жени na 27 декември 1302 г. за Хелене (* ок. 1271, † 9 август 1315), дъщеря на Вислав II, княз на Рюген и вдовица на Йoхан III, княз на Мекленбург. Те имат три сина:
- Бернхард III, принц на Анхалт-Бернбург († 20 август 1348)
- Хенри († сл. 19 август 1337), доминикански монах в Халберщат (1330)
- Ото, францискански монах в Магдебург (1323)